# Eleanor Collins
Pour les articles homonymes, voir Collins.
Elnora Bella Collins, née Proctor le 21 novembre 1919 à Edmonton et morte le 3 mars 2024, est une chanteuse de jazz, animatrice de télévision et leader civique canadienne.

## Biographie
Elnora Bella Procter nait le 27 juin 1923 à Edmonton, en Alberta,. Ses parents sont d'origine noire et créole et sont originaires de l'État de l'Oklahoma. Ils sont attirés dans la région par une annonce de 1906 pour acheter un quart de section, soit 160 acres (65 ha) de terres pour 10 $, parmi plus de 10 000 colons noirs qui l'ont fait,,,,.
En tant que jeune fille, elle chante et joue des hymnes et des chants religieux, et est impliquée dans l'église baptiste Shiloh à Edmonton, une congrégation formée par des immigrants récents,,.

## Carrière dans la musique et les médias
À l'âge de 15 ans, elle remporte un concours de talents à Edmonton. Elle chante ensuite avec le groupe de danse de Joe Macelli, et les Three Es, et sur la station de radio CFRN.
En 1938, elle s'installe à Vancouver et commence à se produire avec  Swing Low Quartette, un groupe gospel composé de Collins, de sa sœur, Ruby Sneed, ainsi que d'Edna Panky et de Zandy Price,. Ils se produisent sur CBC Radio entre 1940 et 1942. En 1945, elle commence à chanter avec le quintette de jazz de Ray Norris dans Serenade in Rhythm, également sur CBC Radio ; une émission qui a duré plusieurs années et a été diffusée aux troupes outre-mer,,,. 
Après une brève période de césure de 1948 à 1952, elle apparaît en 1952 et 1954 au Theatre Under the Stars dans la comédie musicale Finian's Rainbow, dans Kiss Me, Kate en 1953 ainsi que dans une mise en scène de You Can't Take it With You,,. 
En 1954, elle commence à travailler sur l'émission de télévision Bamboula: A Day in the West Indies de la CBC Vancouver, marquant ainsi la première distribution interraciale au Canada et la première série de variétés produite à Vancouver,,,,,,. Elle a été invitée par la  à jouer dans The Eleanor Show, diffusé du 19 juin au 11 septembre 1955, faisant d'elle la première femme, la première personne de couleur et la première chanteuse de jazz à être la tête d'affiche d'une émission à la télévision nationale, avant le Nat King Cole Show,,,,,,. Elle poursuit par Blues and the Ballad et Eleanor Sings the Blues, tous deux en 1960, Were You There ? en 1961, et Quintet en 1962.
Elle joue dans son deuxième programme télévisé, Eleanor, diffusé du 1er février au 2 mars 1964, avec le Chris Gage Trio comme accompagnement musical,. Elle apparaît également dans de nombreuses émissions de radio et de télévision dans les années 1960 et 1970 sur  et CTV, restant au Canada malgré les offres de déménager aux États-Unis,,,,.
En plus de chanter dans des émissions de variétés à la télévision et à la radio, elle se produit dans des clubs et en concert avec Chris Gage, Lance Harrison, Doug Parker et Dave Robbins,. Souvent comparée à Lena Horne et Ella Fitzgerald, elle enregistre avec Ray Norris en 1951 et apparaît sur les albums diffusés par la CBC de Gage et Robbins dans les années 1960,,. Les seuls enregistrements qu'elle a réalisés sont pour la CBC.
Elle continue à se produire dans les années 1970, est directrice musicale à l'église locale Unity,, et se produit pour les célébrations de la fête du Canada en 1975, devant 80 000 spectateurs sur la Colline du Parlement,,. Au cours des années suivantes, elle se produit occasionnellement en concert et à la télévision, notamment au Jazz City International Jazz Festival à Edmonton dans les années 1980 et sur Jazz Canada avec l'orchestre de Tommy Banks et l'émission de radio Jazzland. Elle chante ensuite à la discothèque Richard's on Richards de Vancouver avec le saxophoniste Fraser MacPherson et participe à un spectacle hommage à Bob Smith, animateur de longue date de l'émission Hot Jazz de CBC Vancouver, ainsi qu'à une cérémonie commémorative en janvier 2016 pour Leon Bibb,. Elle joue également avec Dizzy Gillespie, Oscar Peterson et Phil Nimmons,.

## Vie privée et mort
Elle épouse Richard Collins en 1942, ils restent mariés pendant 70 ans. Ensemble, ils déménagent à Burnaby en 1948 avec leurs quatre enfants, Rick, Judith, Barry et Tom,. Seule famille noire du quartier, leurs voisins lancent une pétition infructueuse pour les empêcher d'emménager,,,. Ses enfants sont victimes de harcèlement à l'école. Eleanor, à son tour, se porte volontaire à l'école et commence à enseigner la musique aux guides,,. La famille est incluse dans le documentaire vidéo Hymn to Freedom: The History of Blacks in Canada en 1994. Elle déménage à Surrey au début des années 1990,,.
Elle est décorée de l'Ordre du Canada le 21 novembre 2014, jour de son 95e anniversaire,,,.
Eleanor meurt le 3 mars 2024, à l'âge de 104 ans.

## Honneurs
- Prix du pionnier distingué du centenaire en 1986[2] ;
- Étoile du Temple de la renommée du divertissement de la Colombie-Britannique en 1992[2] ;
- Prix de la Société historique des Noirs de la Colombie-Britannique[2] ;
- Prix de la Société de recherche culturelle des Noirs de l'Alberta[2] ;
- Prix Sam Payne de l'ACTRA en 2006 ;
- Membre de l'ordre du Canada, 2014[2],[3],[4] ;
- Black Canadian Awards pour l’ensemble de sa carrière en 2014[12] ;
- Postes Canada lui rend hommage avec un timbre commémoratif à son effigie le 21 janvier 2022[13].